# Thil (Aube)
Thil település Franciaországban, Aube megyében. Lakosainak száma 106 fő (2022. január 1.). Thil Fresnay, Soulaines-Dhuys, Thors, Ville-sur-Terre, Beurville, Trémilly és Nully községekkel határos.

## Népesség
A település népessége az elmúlt években az alábbi módon változott:
| Lakosok száma | 195  | 157  | 120  | 156  | 144  | 133  | 114  | 112  | 111  | 106  |
|               | 1968 | 1982 | 1990 | 2006 | 2013 | 2015 | 2017 | 2019 | 2020 | 2022 |